# Camino de baldosas amarillas
El camino de baldosas amarillas es un elemento central en la novela infantil de 1900 El maravilloso mago de Oz del autor estadounidense L. Frank Baum. El camino también aparece en varias secuelas de los libros de Oz, como La maravillosa tierra de Oz (1904) y La chica de retazos de Oz (1913).
La representación más descatacada del camino es en la película musical clásica de 1939 de MGM El mago de Oz, basada libremente en el primer libro de Oz de Baum. En la primera edición de la novela, el camino se refiere mayormente como el «Camino de Baldosas Amarillos». En la historia original y en películas posteriores basadas en ella, como El mago (1978), Dorothy Gale debe encontrar el camino antes de embarcarse en su viaje, ya que el tornado no dejó su granja directamente frente a él, como ocurre en la película de 1939.

## Historia del camino
El siguiente es un extracto del tercer capítulo de El maravilloso mago de Oz, en el que Dorothy se pone en marcha para ver al Mago:
Había varios caminos cerca, pero no le tomó mucho tiempo a Dorothy encontrar el que estaba pavimentado con baldosas amarillas. En poco tiempo, estaba caminando rápidamente hacia Ciudad Esmeralda; sus Zapatos de Plata sonando alegremente en el duro pavimento amarillo.
El camino se presenta por primera vez en el tercer capítulo de El maravilloso mago de Oz. Comienza en el corazón del cuadrante este, llamado País de los Munchkin en la Tierra de Oz, y lleva a la capital imperial de Oz, la Ciudad Esmeralda, que se encuentra en el centro exacto del continente. La protagonista del libro, Dorothy, debe buscar el camino antes de comenzar su búsqueda para encontrar al Mago, y finalmente lo encuentra tras reunirse con los Munchkins y la Bruja Buena del Norte. Más adelante en el libro, Dorothy y sus compañeros, el Espantapájaros, el Hombre de Hojalata y el León Cobarde, descubren que el camino ha caído en mal estado en algunas partes de la tierra, con varios abismos rotos que terminan en acantilados peligrosos con caídas mortales. Al final del libro, Dorothy descubre que ni la Ciudad Esmeralda ni el camino de baldosas amarillas existían antes de la llegada de Oz. Cuando Oscar Diggs llegó a Oz en un globo aerostático arrastrado por una tormenta, la gente de la tierra estaba convencida de que era un gran «Mago» que finalmente había llegado para cumplir una profecía esperada por largo tiempo. En el vacío de poder dejado por la reciente caída del rey mortal de Oz, Pastoria, y la misteriosa desaparición de su hija bebé, la Princesa Ozma, Diggs se proclamó rápidamente como el nuevo gobernante dominante de Oz y ordenó a su pueblo construir el camino y la ciudad en su honor.
En el segundo libro de Oz, La maravillosa tierra de Oz, Tip y su compañero Jack Cabeza de Calabaza también siguen un camino de baldosas amarillass para llegar a Ciudad Esmeralda mientras viajan desde el cuadrante norte de Oz, el País de los Gillikin. En el libro La chica de retazos de Oz, se revela que hay dos caminos de ladrillos amarillos desde el País de los Munchkin hasta Ciudad Esmeralda: según el Hombre Desgreñado, Dorothy tomó el más largo y peligroso en El maravilloso mago de Oz.
En la película de 1939, se puede ver un camino de baldosas rojizas entrelazado con el camino de baldosas amarillas, ambos saliendo en espiral desde el mismo punto pero en direcciones diferentes. En la película de 1985 Regreso a Oz, Dorothy regresa a Oz mucho después de haber sido enviada de vuelta a Kansas desde su primera visita; encuentra el camino de baldosas amarillas en ruinas por las manos del malvado Rey Nome, quien también conquistó la Ciudad Esmeralda. Ella lo derrota y la ciudad es restaurada a su gloria original, y presumiblemente también el camino.

## Caminos reales de baldosas amarillas
Hay varias versiones sobre lo que inspiró el camino de baldosas amarillas. Una versión dice que es un camino de ladrillos en Peekskill, Nueva York, donde L. Frank Baum asistió a la Academia Militar de Peekskill. Otras versiones dicen que fue inspirado por un camino pavimentado con baldosas amarillas cerca de Holland, Míchigan, donde Baum pasaba los veranos. Ithaca, Nueva York, también reclama ser la inspiración de Frank Baum. Él abrió una gira por su musical, La doncella de Arran, en Ithaca, y conoció a su futura esposa Maud Gage Baum mientras ella asistía a la Universidad de Cornell. En ese momento, las calles locales estaban pavimentadas con ladrillos amarillos. Partes de la Ruta 54 de Estados Unidos dentro del estado de Kansas han sido designadas como «el camino de ladrillos amarillos». Dallas, Texas, reclama que Baum se quedó una vez en un hotel del centro durante su carrera periodística (ubicado cerca de lo que ahora es el Triple Underpass) en un momento en que las calles estaban pavimentadas con bloques de madera de Bois D'Arc, también conocidos como Naranjo de los Osages. Supuestamente, después de una tormenta, salió el sol y vio un camino de ladrillos amarillos brillante desde la ventana de su habitación.
Dos referencias publicadas directamente sobre el origen del camino de baldosas amarillas provienen de los propios descendientes de Baum: su hijo Frank Joslyn Baum en To Please A Child y el otro por Roger S. Baum, bisnieto de L. Frank Baum, quien afirmó: «La mayoría de la gente no sabe que El mago de Oz fue escrito en Chicago, y el camino de baldosas amarillas fue nombrado por las sinuosas calles de adoquines en Holland, Míchigan, donde mi bisabuelo pasaba las vacaciones con su familia».
El Fondo Vision Oz se estableció en noviembre de 2009 para recaudar fondos que se utilizarán para aumentar la conciencia, mejora y desarrollo adicional de atracciones y activos relacionados con Oz en Wamego, Kansas. La primera recaudación de fondos incluyó la venta de ladrillos amarillos grabados personalizados, que formarán parte de la pasarela permanente (también conocida como «El camino de baldosas amarillas») en el centro de Wamego.
En 2019, se instaló un camino de baldosas amarillas conmemorativo en el Parque Humboldt de Chicago en el sitio de la residencia de L. Frank Baum de 1899.

## Lectura adicional
- Dighe, Ranjit S. ed. The Historian's Wizard of Oz: Reading L. Frank Baum's Classic as a Political and Monetary Allegory (2002)
- Hearn, Michael Patrick (ed). (2000, 1973) The Annotated Wizard of Oz. W. W. Norton & Co. ISBN 0-393-04992-2
- Ritter, Gretchen. «Silver slippers and a golden cap: L. Frank Baum's The Wonderful Wizard of Oz and historical memory in American politics.» Journal of American Studies (agosto de 1997) vol. 31, no. 2, 171–203. en línea en JSTOR
- Rockoff, Hugh. «The 'Wizard of Oz' as a Monetary Allegory,» Journal of Political Economy 98 (1990): 739-60 en línea en JSTOR

- Datos: Q3444039